# ТЕС Триполі-Південь
ТЕС Триполі-Південь – теплова електростанція в Лівії, розташована на південно-західній околиці столиці країни Триполі.
Станцію ввели в експлуатацію у 1994 році з п’ятьма встановленими на роботу у відкритому циклі газовими турбінами виробництва Asea Brown Boveri типу GT13DM потужністю по 100 МВт. Первісно вони використовували нафтопродукти, проте у 2010 році, коли газопровід з Марса-Бреги досяг району столиці, були переведені на блакитне паливо.
У 2017 році на тлі енергодефіциту в країні ТЕС Триполі-Південь оперативно підсилили двома турбінами компанії Siemens типу SGT-800 потужністю по 47 МВт.